# Hochwasserrückhaltebecken Husen-Dalheim
Das Hochwasserrückhaltebecken Husen-Dalheim ist ein Hochwasserrückhaltebecken (HRB) des Wasserverbandes Obere Lippe (WOL) an der Altenau zwischen Husen und Dalheim im Nordrhein-westfälischen Kreis Paderborn und gehört zum Einzugsgebiet von Lippe und Rhein.
Das Staubecken mit Teildauerstau im Normalfall dient dem Hochwasserschutz der unterhalb des Beckens gelegenen Ortschaften – wie Husen.

## Geographische Lage
Das Hochwasserrückhaltebecken liegt im Naturpark Teutoburger Wald/Eggegebirge auf der Paderborner Hochfläche an der Mündung des Piepenbachs in die Altenau. Es befindet sich zwischen den Lichtenauer Stadtteilen Husen und Dalheim; Teile davon liegen im seit 2002 bestehenden und etwa 19,47 km² großen Naturschutzgebiet Marschallshagen und Nonnenholz mit oberen Altenautal (NSG-Nr. 318767). Sein Staudamm steht rund 675 m südöstlich des südöstlichen Dorfausgangs (Lichtenauer Straße) von Husen, am Südende der Landesstraße 754, die direkt nordöstlich des Damms auf die über ihn führende L 817 (im Abschnitt Dalheim–Lichtenau) trifft.

## Geschichte
Weil die Altenau öfters starkes Hochwasser führt, wie zum Beispiel zwischen dem 15. und 17. Juli 1965 bei der Heinrichsflut, und dabei weite Teile der anliegenden und flussabwärts gelegenen Ortschaften überflutete, wurde an ihrem Oberlauf zwischen Dalheim und dem unterhalb davon gelegenen Husen ein Hochwasserrückhaltebecken errichtet, das überschüssiges Altenauwasser aufnimmt: Der Staudammbau begann im Jahr 1982 und endete 1984. Die Inbetriebnahme geschah 1986.
Neben dem HRB Husen-Dalheim entstanden am Altenau-Zufluss Sauer das HRB Sudheim und das HRB Ebbinghausen.

## Staudamm mit Auslassbauwerk
Der Staudamm, dessen Kronenhöhe sich auf 248,91 m ü. NN befindet, ist an seiner Krone etwa 420 m lang und 24,0 m (über der Talsohle) bzw. 27,00 m (über der Gründungssohle) hoch und 12,5 m breit. Er besteht aus einer Felsschüttung mit Lehmkern (gegliederter Damm mit Dichtung aus bindigem Lehm), hat rund 336.000 m³ Bauwerksvolumen und seine Böschungsneigung liegt luftseitig bei 1:2 bis 1:3 und wasserseitig bei 1:1,5 bis 1:3.
In den Damm wurde ein etwa 115 m langes Auslassbauwerk aus Stahlbeton mit 1,2 m Durchmesser und einer Hochwasserentlastungsanlage integriert, die bis zu 112 m³/s durchlassen kann; die Leistung am Grundablass liegt bei 12 m³/s. Nordwestlich unterhalb des Damms wurde ein Betriebsgebäude mit Kontroll- und Steuergeräten errichtet.

## Hochwasserrückhaltebecken
Das Staubecken hat 4,155 Mio. m³ Stau- bzw. Hochwasserschutzraum, bei einem normalen Speicherraum von 3,55 Mio. m³. Das Bemessungshochwasser liegt bei 111,9 m³/s. Der Stauraum ist für ein rund 55 km² großes Niederschlags- bzw. Einzugsgebiet ausgelegt. Das Stauziel liegt bei 245,5 m ü. NN und das höchste Stauziel (ein Hochwasser, das sich im Durchschnitt einmal in 1000 Jahren ereignet) bei 246,7 m ü. NN. Die überstaute Fläche umfasst bei Stauziel 46,5 ha. Das Becken wird im Teildauerstau betrieben, bildet also im Normalfall ein 4,27 ha großes Staubecken; die Wasseroberfläche liegt dann bei etwas mehr als 230 m ü. NN.
Das Hauptstaubecken hat eine ebenfalls im Teildauerstau betriebene Vorsperre (⊙), deren nördlicher Nebendamm wie beim Hauptbecken als Straßendamm der L 817 und deren maximal 6,8 m hoher Hauptdamm als solcher der von dieser Straße in Richtung Blankenrode abzweigenden Kreisstraße 69 dient. Gespeist wird das Vorbecken von der Altenau und vom aus Richtung Nordosten heran fließenden Holtheimer Bach (auch Holtheimer Wasser genannt). Am nördlichen Beckenrand steht an der L 817 die Husener Annenkapelle.
Wegen des Teildauerstaus beider Becken und dadurch bedingtem Zurückhalten von Sedimenten gibt es unterhalb des Hauptbeckens Probleme mit der Wasserführung der Altenau (siehe hierzu im Artikel „Altenau (Alme)“ den Abschnitt Wasserführung).

## Arbeiten an Fließgewässer und Infrastruktur
Während des Staudammbaus wurde der im Dammbereich befindliche Gewässerabschnitt der Altenau als unterirdisch durch den Damm führender Kanal ausgebildet. Zudem wurden eine kleine Zufahrtsstraße zum Damm und Betriebsgebäude und ein paar Spazier-, Wander- und Kontrollwege, ein solcher führt auch über die Dammnordflanke, angelegt sowie ein Stück der L 817 über den Damm geführt.